# Christian Georg Brügger
Christian Georg Brügger (11 mars 1833, Churwalden – 16 octobre 1899) est un botaniste et naturaliste suisse.

## Biographie
Il étudie les sciences naturelles à Munich et Innsbruck, après quoi il est pendant plusieurs années conservateur du musée botanique à l'École polytechnique fédérale de Zurich, de 1859 à 1870. De 1870 à 1898, il enseigne l'histoire naturelle et la géographie à l'école du canton des Grisons
Il est l'auteur de nombreux articles de botanique, zoologie, ou encore de météorologie. Ils sont publiés dans la Jahresberichte der Naturforschenden Gesellschaft Graubünden. Taxonomiste, il décrit de nombreuses espèces botaniques.

## Publications
- Beitrag zur rhätischen Laubmoosflora aus den Jahren 1851-1855, 1861. (Contribution à l'étude des mousses présentes dans les Alpes rhétiques de 1851 à 1855.)
- Beobachtungen über wildwachsende Pflanzenbastarde der Schweizer- und Nachbar-Floren, 1878. (Observations sur les plantes hybrides sauvages de Suisse et des régions voisines.)
- Beitrage Zur Natur-Chronik Der Schweiz Insbesondere Der Rhatischen Alpen, 1882. (Ouvrage portant sur l'histoire naturelle de la Suisse, et plus particulièrement les Alpes rhétiques.)
- Mittheilungen über neue und kritische Formen der Bündner-und Nachbar-Floren, 1886. (Informations concernant les espèces de Graubünden et des régions voisines.)